# Keine Macht den Drogen
Keine Macht den Drogen war eine Anti-Drogen-Initiative der deutschen Bundesregierung in den 1990er Jahren. Heute wird die Idee unter demselben Slogan vom Verein Keine Macht den Drogen gemeinnütziger Förderverein e. V. mit Sitz in München weitergeführt.
Um das im Slogan definierte Ziel zu erreichen, setzt der Verein auf ganzheitliche Suchtprävention durch eine aktive und drogenfreie Freizeitgestaltung sowie eine Stärkung der Persönlichkeit und des Selbstwertgefühls von Kindern und Jugendlichen.

## Geschichte
Die Kampagne wurde am 24. April 1990 von Karl-Heinz Rummenigge mit Hilfe der Bundesregierung aufgebaut. Am 26. März 1994 startete die US-amerikanische Schwester-Kampagne No Power to Drugs. Eine Münchner Werbeagentur gestaltete die Plakate, Werbespots und Produkte. Der Slogan und das Logo sind seit 2005 als Wort-Bildmarke markenrechtlich geschützt. Am 15. April 1997 wurde die Geschäftsstelle des gemeinnützigen Fördervereins eröffnet. Die letzten „offiziellen“ Gelder bekam die Kampagne kurz nach dem rot-grünen Regierungswechsel 1998 von Innenminister Otto Schily, seitdem wird die Aktion nicht mehr staatlich unterstützt.  Der Verein finanziert seine Präventionsprojekte hauptsächlich durch Spenden, Bußgelder und gerichtliche Geldauflagen.

## Ziele des Vereins
Gemäß Satzung zielt die Arbeit des Vereins auf eine breitenwirksame Einflussnahme im Hinblick auf ein „gegen Drogenkonsum gerichtetes Bewusstsein“ und beinhaltet als Zweck vor allem die Aufklärung über Gefahren und vorbeugende Maßnahmen. Gem. § 2 Abs. 2 der Satzung geht der Verein davon aus, dass es diesbezüglich „gefährdete Bevölkerungsschichten“ gebe, denen der Verein explizit „drogenfreie“ Lebenswerte vermitteln will. Der Verein differenziert diesbezüglich nicht zwischen legalen Drogen (z. B. Alkohol, Nikotin) und illegalen Drogen.

## Engagement und Projekte
Der Verein bietet erlebnispädagogische Suchtpräventionsprojekte für Kinder und Jugendliche an. Dabei handelt es sich zum Beispiel um kostenlose Zeltlager, Klassenfahrten, Theater- und Schulprojekte, die Teilnehmer spielerisch an das Thema Sucht heranführen. Neben substanzgebundenen Suchtformen wie Alkohol, Nikotin und Cannabis werden im Rahmen von interaktiven Workshops auch substanzungebundene Abhängigkeiten wie Essstörungen und Mediensucht thematisiert. Außerdem werden jugendliche Peerleader ausgebildet, die Veranstaltungen von „Keine Macht den Drogen“ mit unterstützen und als positive Vorbilder in ihren eigenen Schulen und Vereinen fungieren.
Die Präventionsprojekte richten sich vor allem an Kinder und Jugendliche, die noch keinen intensiven Kontakt mit legalen oder illegalen Rauschmitteln hatten.
Drogenberatung oder -therapie werden nicht angeboten.
Zudem führt der Verein Multiplikatorenschulungen für Lehrer und Sozialpädagogen durch. Neben Fachwissen erlernen die Teilnehmer Methoden zur Durchführung lebensnaher Suchtprävention bei Jugendlichen.
Auf der Website können Schulen und Privatpersonen kostenloses Informationsmaterial sowie kostenpflichtige Medien mit ausgearbeiteten Unterrichtseinheiten und Accessoires von Keine Macht den Drogen bestellen.

## Kritische Betrachtungen
Wie das Institut für Therapieforschung (IFT) in München ermittelte, war die Kampagne zwar bei 78 % der Befragten im Alter zwischen 18 und 69 bekannt, hatte aber für den Einzelnen und seinen Umgang mit Drogen kaum Bedeutung. Mehr als die Hälfte der befragten Personen glaubten zudem, die Kampagne richte sich an bereits Drogenabhängige, obwohl die Kampagne für Jugendliche ab zwölf Jahren konzipiert worden war, die noch keine Drogen konsumierten. Die Kampagne verfehlt also nicht nur die anvisierte Zielgruppe – sie erfüllt zudem auch nicht den erwünschten präventiven Effekt.
Allerdings betrifft diese Studie die Kampagne der damaligen Bundesregierung, nicht jedoch die Arbeit des Fördervereins.

## Ehemalige prominente Botschafter
Ehemalige Botschafter der Kampagne in den 1990er Jahren waren: Mola Adebisi, Franziska van Almsick, Franz Beckenbauer, Oliver Bierhoff, Magdalena Brzeska, Sandra Farmand, Birgit Fischer, Steffi Graf, Jürgen Klinsmann, Andreas Köpke, Lothar Matthäus, Sabine Meyer, Rosi Mittermaier, Nico Motchebon, Christian Neureuther, Karl-Heinz Rummenigge, Martin Schmitt, Michael Schumacher, Nils Schumann, Katja Seizinger, Rudi Völler, Berti Vogts, Jens Weißflog.